# European Champions Cup Final Four 2010
Der European Champions Cup Final Four 2010 war ein europäischer Baseballwettbewerb, welcher am 25. und 26. September in Barcelona stattfand. Teilnehmer waren die jeweiligen Sieger und Zweitplatzierten des CEB European Cup 2010. Erstmals in der noch jungen Geschichte des Turniers qualifizierte sich mit den Heidenheim Heideköpfen ein Team der Baseball-Bundesliga, die am Ende den zweiten Platz belegten. Sieger des Turniers war das Fortitudo Bologna.

## Teilnehmer
Die folgenden vier Teams haben sich über den CEB European Cup 2010 für das Final Four Turnier qualifiziert.
- Fortitudo Bologna (Sieger Pool A)
- Telemarket Rimini (Sieger Pool B)
- Heidenheim Heideköpfe (Zweiter Pool A)
- T&A San Marino (Zweiter Pool B)

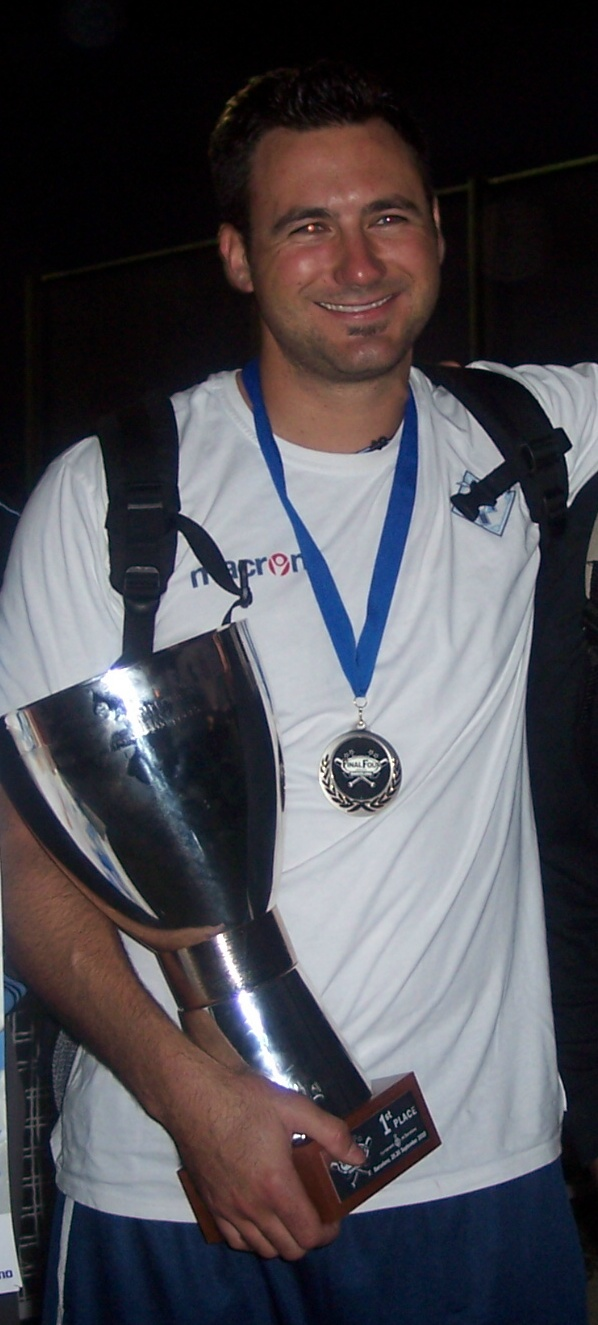
Bologna Spieler Cody Cillo mit dem Siegerpokal

## Spiele
| Halbfinale                  |                   |   |   |                       |
| Datum                       | Team 1            |   |   | Team 2                |
| 25. September 2010 – 12 Uhr | Fortitudo Bologna | 3 | 2 | T&A San Marino        |
| 25. September 2010 – 18 Uhr | Telemarket Rimini | 1 | 4 | Heidenheim Heideköpfe |

| Spiel um Platz 3            |                |   |   |                   |
| Datum                       | Team 1         |   |   | Team 2            |
| 26. September 2010 – 11 Uhr | T&A San Marino | 3 | 4 | Telemarket Rimini |

| Finale                      |                   |   |   |                       |
| Datum                       | Team 1            |   |   | Team 2                |
| 26. September 2010 – 17 Uhr | Fortitudo Bologna | 2 | 1 | Heidenheim Heideköpfe |